# جيرالد تمبلر
المشير السير جيرالد فالتر روبرت تمبلر، (11 سبتمبر 1898 – 25 أكتوبر 1979) هو ضابط بريطاني خدم في الحروب العالمية.

## روابط خارجية
- جيرالد تمبلر على موقع الموسوعة البريطانية (الإنجليزية)
- جيرالد تمبلر على موقع مونزينجر (الألمانية)